# Mossolovka
Mossolovka (en rus: Мосоловка) és un poble de l'óblast de Vorónej, a Rússia, segons el cens del 2010 tenia 375 habitants.